# Vườn quốc gia Stenshuvud

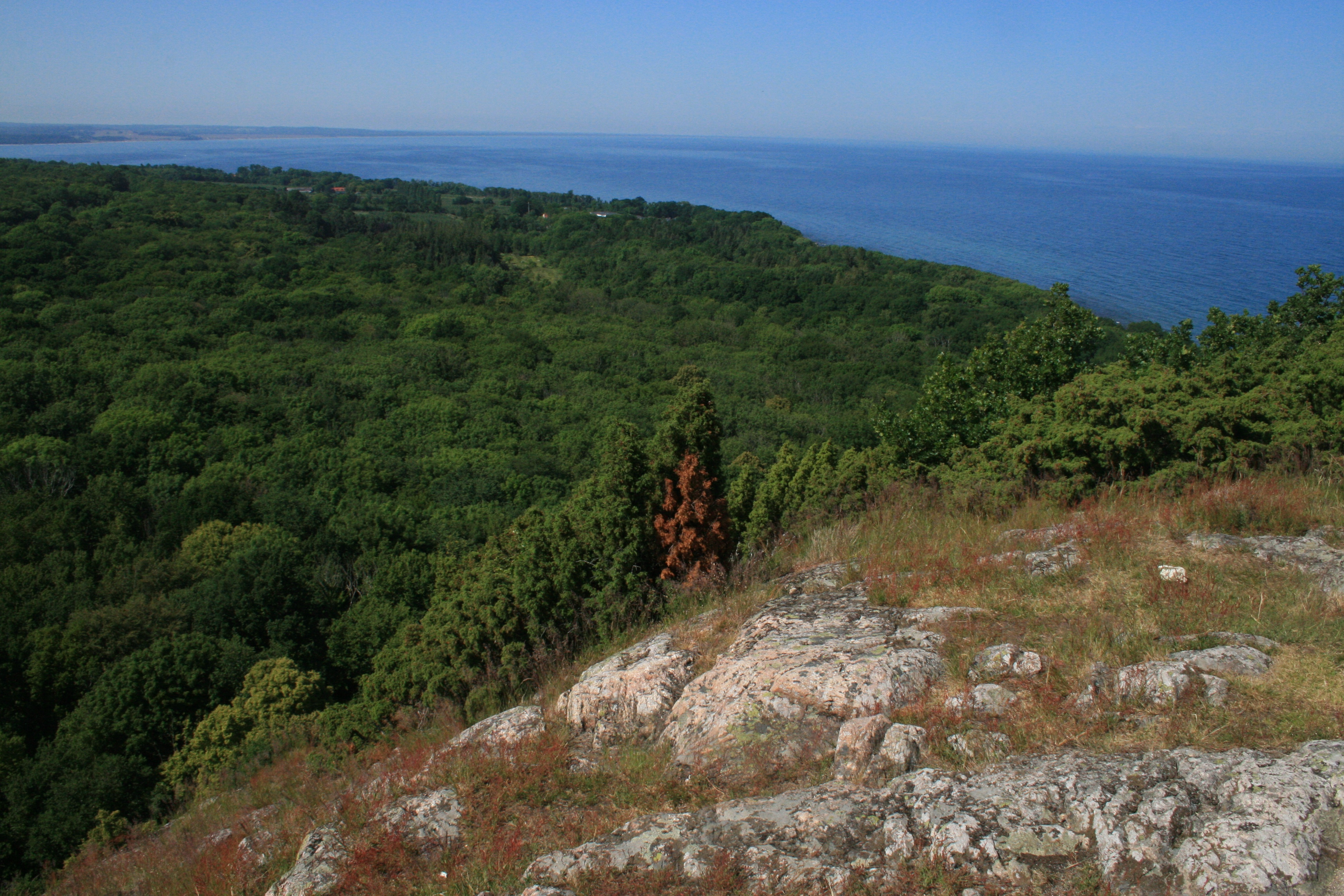
Nhìn từ phía bắc của đồi Stenshuvuds

Vườn quốc gia Stenshuvud (Thụy Điển: Stenshuvuds nationalpark) là một vườn quốc gia nằm ở Skåne, miền nam Thụy Điển.
Khu bảo tồn này có diện tích 3,9 km² (1,5 dặm vuông) bảo vệ cảnh quan xung quanh đồi Stenshuvud cùng tên nằm ở cuối phía đông của dãy Linderödsåsen. Ngọn đồi này nhìn ra biển Baltic từ độ cao 97 m và từ lâu đã là một quan trọng mang tính bước ngoặt cho các đoàn thủy thủ. Vì từ đây có thể có một cái nhìn tuyệt vời vào một ngày trời quang mây đến đảo Bornholm.
Khu vực có sự xuất hiện của con người ngay từ thời tiền sử, nhưng đặc biệt là trong thế kỷ thứ 19 là khoảng thời gian mà ảnh hưởng của con người là nổi bật nhất, khi gần như tất cả các loài tại đây đều bị xóa sổ. Nhưng kể từ đầu thế kỷ 20, khu vực rừng được bảo vệ để tạo lại cảnh quan ban đầu, mặc dù một số loài vẫn còn hiện hữu và duy trì, thậm chí ngay cả sau khi thành lập vườn quốc gia vào năm 1986.
Tại đây có một sự đa dạng lớn các loài động thực vật quốc gia, đặc biệt, nhiều loài được coi là bị đe dọa ở Thụy Điển cũng có mặt tại đây. Mỗi năm, vườn quốc gia này đón khoảng 400.000 lượt khách.

## Môi trường tự nhiên
Vườn quốc gia Stenshuvud nằm trong vùng sinh thái cạn rừng hỗn hợp của Baltic của WWF. Mặc dù có kích thước nhỏ nhưng nó bao gồm một số lượng lớn các môi trường sống khác nhau. Phần lớn diện tích của vườn quốc gia có diện tích khoảng 2,14 km² là một rừng cây lá rộng, ngoài ra là một số môi trường khác bao gồm cả đất hoang, đồng cỏ, đất ngập nước, và cuối cùng là một khu vực biển. Thảm thực vật rất phong phú, thậm chí so với phần còn lại của những nơi khác của hạt Skåne. Có tổng số hơn 600 loài thực vật có mạch, trong đó có một số loài hiếm như Potentilla sterilis (dâu tây Barren). Các loài bướm cũng rất nhiều tại đây, khi có tới 445 loài trên khoảng 1.000 loài hiện hữu tại Thụy Điển. Có tất cả khoảng 72 loài động vật và 153 loài thực vật bị đe dọa ở Thụy Điển đều có mặt ở đây.
Rừng lá rộng chi phối phần lớn vườn quốc gia, đặc biệt là ở khu vực phía bắc, xung quanh đồi Stenshuvud và hướng về phía tây nam, trên các sườn đồi xung quanh Kortelshuvud. Tại đây chủ yếu có sự hiện hữu của Carpinus betulus (trăn châu Âu), là loài rất hiếm ở Thụy Điển, thậm chí kể cả là trong các khu rừng lá rộng khác ở miền nam Thụy Điển. Diện tích rừng cũng bao gồm nhiều loài khác, kể cả Fagus sylvatica (Dẻ gai châu Âu), đặc biệt là trên các sườn dốc của ngọn đồi phía nam của vườn quốc gia.
Vào mùa xuân, mặt đất được bao phủ bởi một thảm cỏ Anemone nemorosa và Anemone ranunculoides là hai loài trong họ Mao lương. Ở phía nam của Kortelshuvud, một khu vực bảo vệ nghiêm ngặt là sự xuất hiện đáng kể của Hepatica nobilis, một loài thân thảo lâu năm có nguồn gốc từ các khu rừng ôn đới Bắc bán cầu. Trong các khu rừng phong phú các loài hoa như Corydalis cava (Tử cận), Gagea lutea, Lathraea squamaria (Cỏ răng vẩy lá hay Xỉ lân thảo), Pulmonaria obscura, Viola riviniana (Violet Rivin), Viola reichenbachiana (Violet Reichenbach), Oxalis acetosella (Me chua đất), Cardamine bulbifera, Galium odoratum (Sữa đông), Allium ursinum (Tỏi gấu) và Lamium galeobdolon (Hoa môi vàng). Phổ biến nhất phải kể đến Orchis mascula và các loài phong lan. Vào mùa hè có ít sự phong phú về màu sắc của các loài hoa hơn bởi sự che phủ của các tán lá rộng, lúc này, cỏ Anemone nemorosa chiếm đa số.